# Illice pacata
Illice pacata är en fjärilsart som beskrevs av William Schaus 1929. Illice pacata ingår i släktet Illice och familjen björnspinnare. Inga underarter finns listade i Catalogue of Life.